# 艾莉雅·沙伯
艾莉雅·沙伯（Alia Sabur，1989年2月22日—），於美國紐約市出生，是美國神童之一，也是全球最年輕大學教授。
9歲時，沙伯已經獲得跆拳道黑帶。11歲，跟美國洛克蘭管弦交響樂團（Rockland Symphony Orchestra）合作演出，並曾進入朱利亞德學院研習。
10歲時，沙伯進入紐約州立大學石溪分校就讀，並於14歲時，以第一名成績取得應用數學學士學位。畢業後，進入了賓州德瑞索大學（Drexel University）的材料科學暨工程學博士班。
2008年2月19日，18歲的沙伯（距離19歲生日差3天）獲聘為韓國首爾的建國大學（Konkuk University）先進科技融合系細胞科學的專任教授。
2008年4月21日，被金氏世界紀錄譽為世界史上最年輕的教授，打破300年來的紀錄。英國科學家牛頓的門生麥克勞林在1717年，僅以19歲年齡開始擔任教授。

## 外部連結
- 艾莉雅‧沙伯 （页面存档备份，存于）
- Philadelphia Inquirer article - January 29, 2004 （页面存档备份，存于）